# Арадо
Arado Flugzeugwerke GmbH (в превод: „Самолетен завод Арадо“) е немска самолетостроителна компания, първоначално създадена като завод във Варнемюнде, подразделение на „Flugzeugbau Friedrichshafen“, фирма, произвеждаща военни самолети за сухопътно базиране и хидросамолети по време на Първата световна война. Ликвидирана е окончателно през 1945 г.

## История
През 1918 г., след поражението на Германия в Първата световна война, „Flugzeugbau Friedrichshafen“, включително и подразделението ѝ „Werft Warnemünde des Flugzeugbau Friedrichshafen“ спират производството на самолети вследствие ограниченията, наложени от Версайския договор. През 1921 г. заводът във Варнемюнде е купен от Хенрих Любе, който, според някои, е участвал в разработката на първите образци на синхронизатора на Антон Фокер през 1914 – 1915 г., и отново започва производството на самолети за експорт, като открива филиала Икарбус в Югославия. За главен конструктор на завода е назначен Валтер Ретел, преди това работил за самолетостроителните фабрики „Kondor“ и „Fokker“.
През 1925 г. компанията се присъедининява към Arado Handelsgesellschaft („Търговска компания Арадо“), която е основана от индустриалеца Хуго Стинес младши, за да прикрие незаконната си търговия с военна техника. Когато през 1933 г. в Германии идва на власт НСДАП, Стинес емигрира и Любе поема управлението на компанията. Малко преди това Валтер Блум, бивш морски летец и главен конструктор на компанията „Albatros“, сменя Ретел на поста главен конструктор, който отива в Messerschmitt.
Един от първите големи успехи на компанията става Arado Ar 66, който широко се използва от немските ВВС като учебен самолет. Фирмата произвежда също Ar 65 и Ar 68, които стават едни от първите изтребители, постъпили на въоръжение във Луфтвафе. През 1936 г. Reichsluftfahrtministerium започва да настоява, че Любе трябва да стане член на НСДАП, за да докаже лоялността си. След като отказва да се присъедини към нацистката партия, Любе е арестуван и принуден да продаде компанията на държавата. Тя е преименувана на Arado Flugzeugwerke GmbH.
Производствените цехове са във Варнемюнде и Бранденбург-Нойендорф, а също в Бабелсберг, близо до Берлин.
По време на Втората световна война още два самолета на компанията получават известност: Ar 96, който става един от най-широко използваните учебни самолети на Германии, и Ar 196, който, в качеството му на разузнавателен хидросамолет, става стандартно оборудване на всички големи немски кораби. Повечето от другите му разработки обаче са отхвърлени в полза на проектите на конкурентни фирми, такива като Heinkel с тежкия бомбардировач He 177, за който Arado е основен подизпълнител. Един от най-известните самолети на фирмата е Ar 234 Blitz, първият реактивен бомбардировач. Появил се твърде късно, за да окаже някакво реално влияние върху изхода на войната, той въпреки това става един от предвестниците на бъдещата реактивна ера.
От август 1944 г., когато пристига първата група от 249 души, и до освобождаването на завода от съветските войски през април 1945 г., в заводите на фирмата работят до 1012 затворници от Фрайбург, отделение на концентрационния лагер Флосенбург. Затворниците основно са били полски жени и момичета от еврейски произход, преместени във Фрайбург от Освиенцим.
Компанията Arado произвежда също така комплектуващи изделия за Focke-Wulf Fw 190 Würger.
През октомври 1944 г. в заводите Arado работят над 30 000 души.
През 1945 г. компания прекратява производството на самолети.
Тренировъчният самолет Arado Ar 96 продължава да се произвежда от Чехословакия в предприятията Avia и Letov под означението Avia C-2B в течение на много години след войната.